# Talgosse (Alme)
Die Talgosse (auch Dahlgosse, Talgasse und rechter Zufluss bei Ahden genannt) ist ein etwa 0,83 km oder 8 km langer Fluss auf der Paderborner Hochfläche. Dieser Fluss ist ein linker Zufluss der Alme (Lippe). Der karstische Tal, auf dem sich der Fluss befindet, führt zur Versickerung bis zu 78 % des Flusses.

## Verlauf
Die Talgosse besteht aus mehreren Nebentälern im Talsystem des Ahdener Grundes. Die zehn Nebenflüsse, die in die Talgosse fließen, wurden von Feige als Nebenflüsse N1 bis N10 benannt.

## Wasserführung
Die Nebentäler können nach den temporären Quellen mehr als 9 Monate fließen, die Mündungen der Zuflüsse aber nur 3–9 Monate im Jahr. Im Haupttal versickert der Fluss bisweilen komplett, obwohl der Mittellauf eine relativ starke Wasserführung hat, die diesen Fluss von anderen Kreideflüssen der Umgebung abgrenzt. Die Länge vom permanenten Teil des Flusses beträgt 150–250 m im Sommer.

## Geologie
Das geologische Substrat besteht aus Kalken und Mergelkalken.

## Wasserqualität
Im Rahmen der Wasserrahmenrichtlinie (WRRL) ist das Makrozoobenthos (MZB) der Talgosse vom Wasserverband Obere Lippe untersucht worden.